# Sunday Comics
Sunday Comics fou una revista espanyola sobre l'estudi i investigació del còmic, tal com indicava el seu propi subtítol. Fou dirigida i editada entre 1976 i 1985 per Mariano Ayuso. Va comptar amb 17 números regulars, esdevenint la primera revista del medi a Espanya que va comptar amb una distribució normalitzada. Fou també una de les poques revistes que va durar durant tot l'anomenat "boom del còmic per a adults", juntament amb El Wendigo i Comic-Guía.

## Trajectòria
Sunday Comics fou la quarta revista sobre còmics editada a Espanya, després de Cuto (1967) de Luis Gasca, Bang! (1968) d'Antonio Martín i Comics Camp Comics In (1972) del propi Mariano Ayuso.
Entre els seus col·laboradors van destacar Esteban Bartolomé, Juan Antonio de Blas, Luis F. Cárdenas, Javier Coma, Luis Conde Martín, Moncho Cordero, Lorenzo F. Díaz, Jordi Frontons, Raúl García Sanz, Andreu Martín, Enrique Martínez Peñaranda, José M. Ortiz Robles, Miguel Ruiz Márquez, Francisco Tadeo Juan i Salvador Vázquez de Parga.
Va publicar també còmics de diversos autors, incloent-ne alguns d'inèdits, com Se llamará como su mamá d'Enric Sió.